# Karl II. (Münsterberg-Oels)

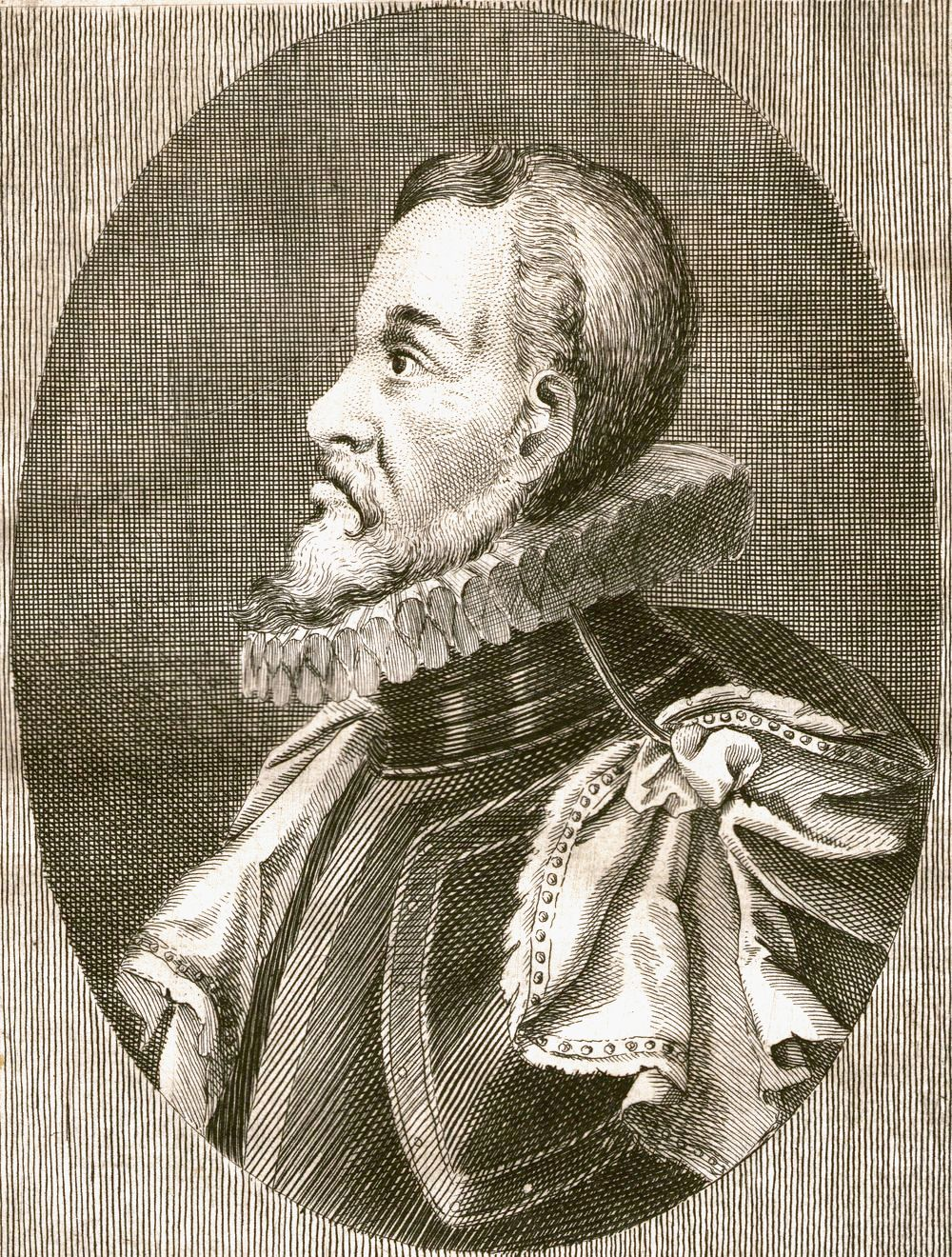
Karl II. von Münsterberg

Karl II. von Münsterberg, auch Karl II. von Podiebrad, Karl II. von Oels, tschechisch Karel II. z Minsterberka, (* 15. April 1545 in Oels; † 28. Januar 1617 ebenda) war 1565–1617 Herzog von Oels und 1604–1617 Herzog von Bernstadt. Zudem führte er den Herzogstitel von Münsterberg sowie den Titel eines Grafen von Glatz. 1608–1617 war er unter den Kaisern Rudolf und Matthias Oberlandeshauptmann von Schlesien.

## Leben
Karl II. entstammte dem Münsterberger Familienzweig des böhmischen Adelsgeschlechts Podiebrad. Seine Eltern waren Heinrich II. von Münsterberg und Oels (1507–1548) und Margarethe (1515–1559), Tochter des Herzogs Heinrich V. von Mecklenburg-Schwerin.
1561 begab sich Karl II. mit seinem Hofmeister und seinem Hauslehrer zu Studienzwecken nach Wien, wo er am Hof des Kaisers Ferdinand I. lebte. Nach dessen Tod 1565 gehörte er weitere sechs Jahre zum Hof des Kaisers Maximilian II., den er zu allen Reichstagen sowie nach Ungarn und auf weiteren Reisen begleitete.
Nach dem Tod seines Onkels Johann von Podiebrad 1565 erbte Karl das Fürstentum Oels. Am 17. September 1570 vermählte er sich in Mährisch Trübau mit Katharina Berka von Dubá (1553–1583). Durch diese Heirat gelangte er an die Herrschaft Sternberg in Nordmähren, die bis 1647 bei seinen Nachkommen verblieb. Nach Katharinas Tod 1583 heiratete Karl am 30. September 1585 Elisabeth Magdalena (1562–1630), Tochter des Brieger Herzogs Georg II.
Nach dem Tod des Kunstädter Jiřík Zajímač übertrug 1587 dessen Schwester Katharina, die mit Hynek Pirnitz von Waldstein (Hynek Brtnický z Valdštejna) verheiratet war, die Herrschaft Jaispitz in Südmähren an Karl II., da nur noch die Münsterberger Linie der Herren von Podiebrad und Kunstadt existierte. 1588 tauschte Karl die mährische Herrschaft Saar, die sich ebenfalls in seinem Besitz befand, mit dem Olmützer Bischof Stanislaus Pavlovský von Pavlovitz gegen kleinere Besitzungen in der Nähe von Sternberg.
Karl war ein Anhänger der evangelischen Lehre, die er auch in seinen mährischen Herrschaften förderte. In Trebnitz konnte er mit seinem landesherrlichen Einfluss eine evangelische Gemeinde durchsetzen, obwohl sich die Äbtissin des Klosters Trebnitz heftig dagegen wehrte und vom Breslauer Bischof wie auch vom Kaiser unterstützt wurde. 1602 übernahm Karl die Vormundschaft über seine Neffen Johann Christian von Brieg und Georg Rudolf von Liegnitz, die an seinem Hof in Oels erzogen wurden. 1604 erwarb er das Herzogtum Bernstadt zurück, das sein Bruder Heinrich III. 1574 veräußert hatte.
Nach dem Tod des Breslauer Bischofs Johann VI. von Sitsch 1608 wurde Karl II. vom Kaiser zum Oberlandeshauptmann von Schlesien ernannt.
In seiner Residenzstadt Oels vollendete Karl den von seinem Onkel Johann begonnenen Schlossbau. 1594 gründete er das „Gymnasium illustre“ sowie eine Bibliothek, die dem Lehrpersonal und den Schülern diente, aber auch den Oelser Bürgern zur Verfügung stand. Sie war in einem Raum der Schlosskirche untergebracht und erhielt nach dem Einsturz der Kirche 1905 einen neuen Standort im Anbau der Vorhalle. Nach dem Zweiten Weltkrieg und dem damit verbundenen Übergang an Polen war dieser Raum nicht zugänglich, und die Bibliothek galt zunächst als verschollen. 1997 konnten die Bestände durch die Forschungsstelle für Personalschriften an der Philipps-Universität Marburg, eine Arbeitsstelle der Mainzer Akademie der Wissenschaften und der Literatur, verzeichnet werden. Mit finanzieller Unterstützung des Bundesministeriums des Innern erfolgte eine Restaurierung der beschädigten Buchbestände.

## Nachkommen
Karls erster Ehe mit Katharina entstammten die Kinder:
1. Heinrich Wenzel d. Ä., (1575–1591) und
2. Margareta Magdalena (* 13. Mai 1578; † 14. Mai 1578)

Der Ehe mit Elisabeth Magdalena entstammten:
1. Georg (* 31. August 1587; † 14. November 1587)
2. Karl (* 8. Januar 1590; † 20. Mai 1590)
3. Heinrich Wenzel d. J. (1592–1639)
4. Karl Friedrich I. (1593–1647); mit ihm endete die Ära des Hauses Podiebrad in Oels.
5. Barbara Margarethe (1595–1652)
6. Georg Joachim (1597–1598)
7. Elisabeth Magdalena (1599–1631) verheiratet mit Georg Rudolf von Liegnitz
8. Sophie Katharina (1601–1659), verheiratet mit Georg III. von Brieg (1611–1664)